# مرسيدس بنز أف800
مرسيدس بنز أف800 هي سيارة مبتكرة من الصانع الألماني مرسيدس بنز في عام 2009 في معرض جني للسيارات كمراجعة لمرسيدس بنز الفئة سي إل إس. تملك السيارة خمسة مقاعد ومجهزة بتكنلوجيا قيادة متطورة وتصميم يعكس تصاميم مرسيدس ومستقبلها.